# ضغط عالي (فلم)
ضغط عالي فيلم كوميدي مصري من إنتاج سنة 2019. الفيلم من إخراج 
عبد العزيز حشاد، وتأليف محمود صابر، وإنتاج عصام طنطاوي، ومن بطولة نضال الشافعي، وأيتن عامر، ولطفي لبيب، وهالة فاخر، وأحمد فتحي.

## ملخص القصة
- تدور الأحداث حول شاب في منطقة شعبية، يعمل كمهندس كهرباء، يقع له حادث يتسبب في شحنه بالكهرباء، ليصبح مصدر طاقة كهربائية لمنزله وأهل منطقته، يقع في حب فتاة بعد أن صعقها بالكهرباء، وبسبب أزمة انقطاع التيار الكهربائي، يحاول المسؤولون استغلال قدرته لتعويض الكهرباء.

## طاقم التمثيل
أسماء بعض المشاركين في العمل:
- نضال الشافعي
- أيتن عامر
- لطفي لبيب
- هالة فاخر
- أحمد فتحي
- صبري عبد المنعم
- محمد نشأت
- ميمي جمال
- رامي غيط
- عمرو رمزي
- عبد الله مشرف
- فريد النقراشي
- إيمان السيد
- سامح البنا
- تسنيم نوار
- خالد يونس
- هاني العدوي
- نادر حسن
- سامر المنياوي
- فاطمة كشري
- سيلين عبدالعزيز
- عمرو عبد العزيز
- وائل أبو السعود
- صوفية
- حمادة بركات
- أحمد راتب
- محمد درديري
- إحسان الترك
- إسماعيل فرغلي
- محمود صابر

## الإنتاج
- كتب محمود صابر قصة وسيناريو الفيلم، وكان الفيلم من إخراج عبد العزيز حشاد. المنتج عصام طنطاوي.